# فهرست آشوری‌های ایرانی
این صفحه فهرستی از سرشناسان آشوری ایرانی است و برپایهٔ پیشهٔ اصلی و تاریخ تولد میلادی مرتب شده و از سدهٔ ۱۶ م (دوران نوین اولیه) آغاز می‌شود.

## ادبیات
- ادوارد ژوزف - (۱۹۰۳، کرمانشاه - ۱۹۹۴، لس آنجلس) نویسندهٔ ادبی، مترجم و بانکدار ایرانی-آمریکایی؛ پدرزادهٔ ارمنی و مادرزادهٔ آشوری.[۱]

## اقتصاد
- میلتون ملک-یونان - (۱ ژانویهٔ ۱۹۰۴، ارومیه – ۱ ژانویهٔ ۲۰۰۲، کارمل-بای-د-سی، کالیفرنیا) مخترع و کارآفرین ایرانی-آمریکایی.[۲]

## رسانه
- آلبرت کوچویی - (۳۰ ژوئن ۱۹۴۳، همدان) روزنامه‌نگار، رادیوپیشه، نویسنده و مترجم.[۳]

## دین
- شمعون بنیامین بیست و یکم - (۱۸۸۷، قودشانس - ۳ مارس ۱۹۱۸، سلماس) كاهن، جاثلیق کلیسای شرق آشوری (۱۹۰۳–۱۹۱۸).[۴]

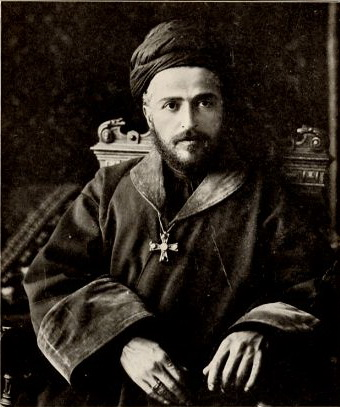
شمعون بنیامین بیست و یکم
(۱۹۱۸-۱۸۸۷)

## سیاست
- ویلسون بیت‌منصور - (زادهٔ ۱۹۲۷، قراجلو ارومیه - مه ۲۰۱۹، نیویورک) پزشک، پارلمانی، سیاستمدار و نویسنده ایرانی-آمریکایی.[۵]

## شاخه‌های علوم
- فریدون آتورایا - (۱۸۹۱، ارومیه–۱۹۲۶، تفلیس) پزشک، نویسنده و سیاستمدار ایرانی-روسی.
- داوید اوشانا - (۱۹۲۹، کرمانشاه - ۲۶ ژوئیه ۲۰۱۴، تهران) معمار و طراح.[۶]

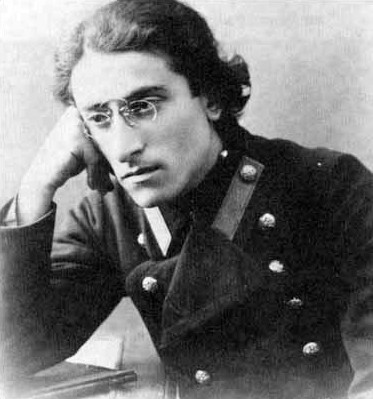
فریدون آتورایا
(۱۹۲۶-۱۸۹۱)

## هنر
- پاولوس خُفری - (۷ اوت ۱۹۲۳، بغداد- مه ۲۰۰۰، تهران) آهنگساز، ترانه‌سرا و نقاش عراقی-ایرانی.[۷]
- عیسی بنیامین - (۱۵ مه ۱۹۲۴، تبریز –۱۴ ژانویه ۲۰۱۴، بلومینگتون، ایلینوی) خوشنویس و آموزگار.[۸]
- بلوس بیت یونان (خشایار) - (۱۹۲۶، بغداد - ۱۵ ژانویه ۲۰۰۳، تهران ؟) بازیگر.[۹]
- هانیبال الخاص - (۱۶ ژوئن ۱۹۳۰، کرمانشاه - ۱۴ سپتامبر ۲۰۱۰، تورلاک، کالیفرنیا) نقاش و نویسنده.[۱۰]
- ژرژ پطرسی - (۲۹ مارس ۱۹۴۴، تهران) صداپیشه.[۱۱]
- آشور بانیپال بابلا - (۲۵ ژوئن ۱۹۴۴، تهران – ۳۰ مارس ۲۰۱۱، نیویورک) بازیگر و نمایشنامه‌نویس.[۱۲]
- اوین آغاسی - (سپتامبر ۱۹۴۵، کرمانشاه) خوانندهٔ ایرانی-آمریکایی.[۱۳]
- جرج چهاربخشی - (۱۹۵۰، تهران) خواننده.[۱۴]
- هنری چارر - (۱۹۵۰، تهران) کارگردان ایرانی-آمریکایی.[۱۵]
- آلفرد یعقوب‌زاده - (۱۹۵۸، تهران) عکاس ایرانی-فرانسوی؛ پدرزادهٔ ارمنی و مادرزادهٔ آشوری.[۱۶]
- رزی ملک یونان - (۴ ژوئیه ۱۹۶۵، تهران) بازیگر، کارگردان، نویسنده و کنشگر حقوق بشر ایرانی-آمریکایی.[۱۷]
- هانیبال یوسف - (۲ ژانویه ۱۹۷۱، مشهد) موسیقیدان، آهنگساز و نوازندهٔ پیانو.[۱۸]
- بانیپال شومون - (۲۱ دسامبر ۱۹۷۸، تهران) بازیگر.[۱۹]
- رامونا امیری - (۱۶ آوریل ۱۹۸۰ در مونترال) مدل و رقصندهٔ کانادایی؛ ایرانی-آشوری‌تبار.
- مارتین شمعون‌پور - (آوریل ۱۹۸۴، تهران) نوازندهٔ چندسازه، آهنگساز و بازیگر.[۲۰]

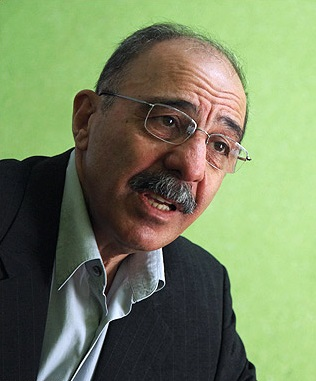
ژرژ پطرسی (۱۹۴۴)
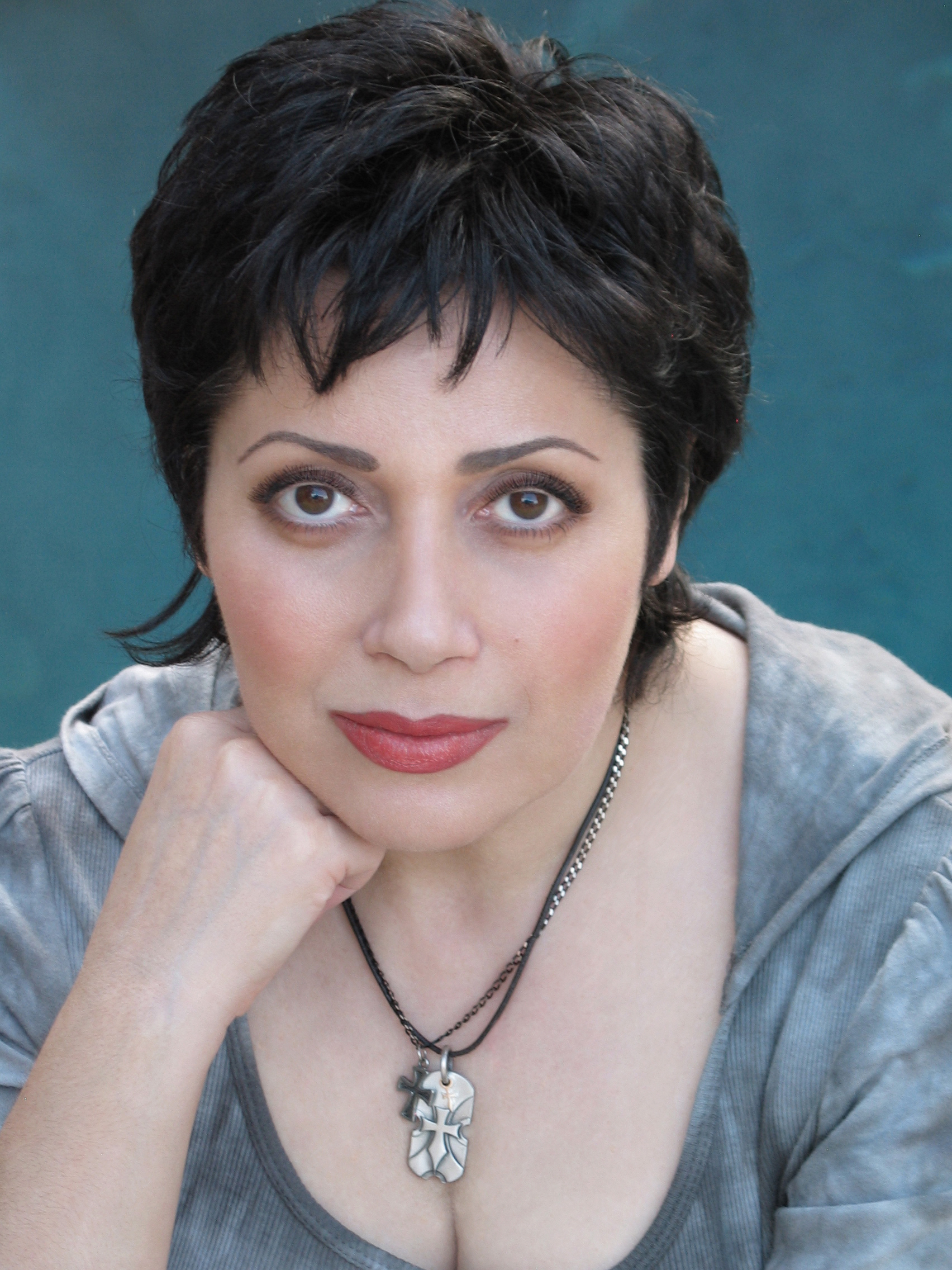
رزی ملک یونان
(۱۹۶۵)

## ورزش
- اسکندر شورا - بوکسور.
- ژرژ عیسی‌بگ - (۹ نوامبر ۱۹۳۰) بوکسور.[۲۱]
- دانیل گورگیزنژاد - (۸ آوریل ۱۹۴۰، ارومیه - ۲۷ مارس ۲۰۲۰، کرج) وزنه‌بردار.[۲۲]
- بنیل داریوش - (۶ مه ۱۹۸۹ در ارومیه) مبارز ترکیبی ایرانی-آمریکایی.[۲۳]
- استیون بیت‌آشور - ‏(۳۰ ژانویه ۱۹۸۷ در سن‌خوزه، کالیفرنیا) بازیکن فوتبال آمریکایی-ایرانی.[۲۴]

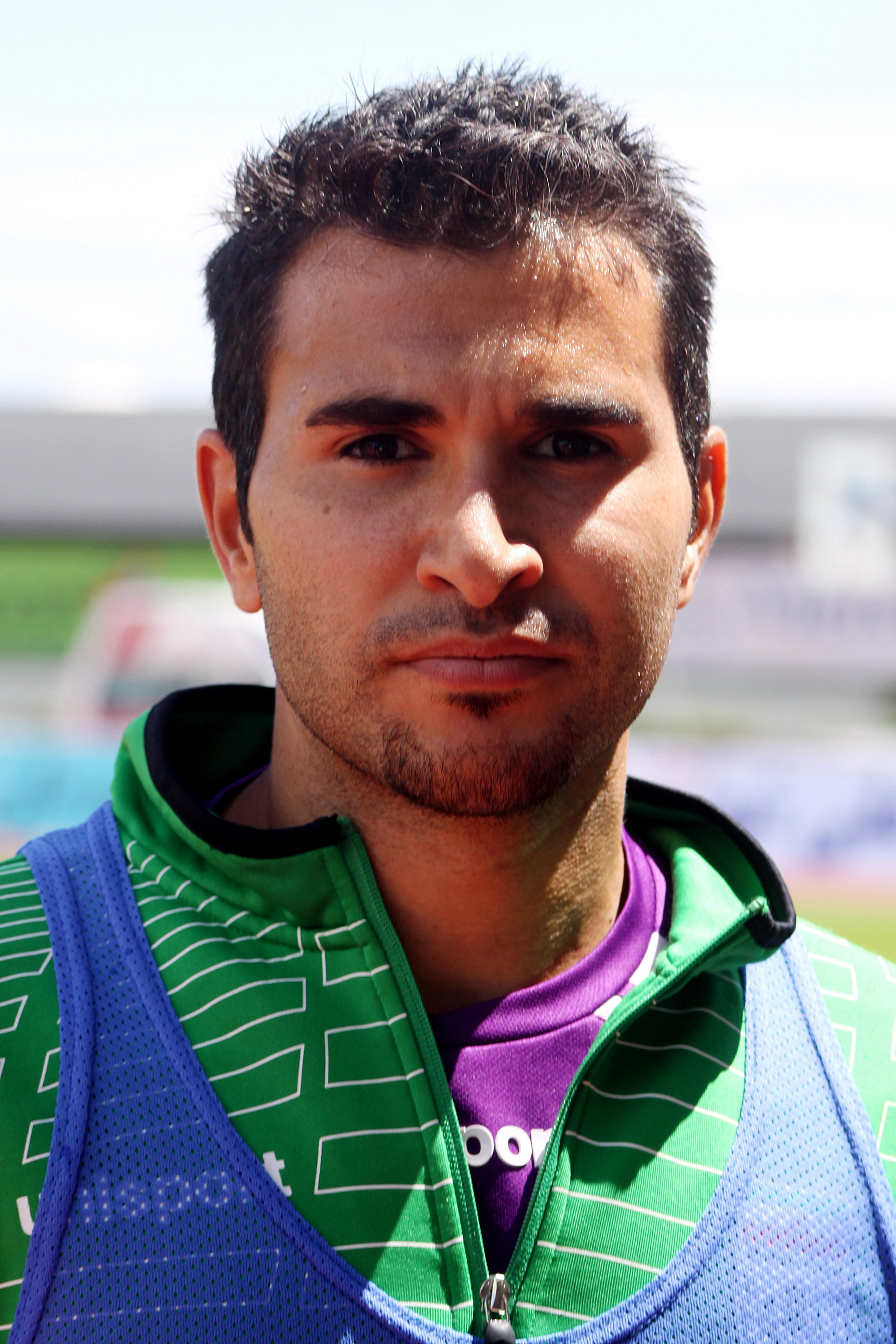
استیون بیت‌آشور
(۱۹۸۷)